# Животова, Надежда Матвеевна
Наде́жда Матве́евна Живото́ва (21 марта 1918, Москва — 5 декабря 2002, там же) — советская театральная актриса, заслуженная артистка РСФСР (1957).

## Биография
Надежда Матвеевна Животова родилась 21 марта 1918 года. Отец — Матвей Назарович Животов,  советский партийный и хозяйственный деятель. В 1941 году окончила Оперно-драматическую студию К. С. Станиславского, впоследствии ставшей театром имени К. С. Станиславского, в котором прослужила всю жизнь.
Снималась в кино. Наиболее известна ролью домработницы Марии Семёновны в фильме Евгения Ташкова «Приходите завтра…».
Скончалась 5 декабря 2002 года. Похоронена на Красногорском кладбище.

## Семья
Дочь — Анна Николаевна Сидоркина (1944 — 2000), актриса Московского театра имени Ленинского комсомола («Ленком»).

## Награды ипремии
- Заслуженная артистка РСФСР (1957).

## Работы в театре
- 1949 — «Любовью не шутят» П. Кальдерона — Инесса, служанка Леоноры и Беатрисы
- «Женитьба Белугина» Н. Я. Соловьёва и А. Н. Островского — Настасья Петровна
- «Улица Шолом-Алейхема, дом 40» А. Ставицкого — Площанская

## Фильмография

### Актриса
1. 1962 — Приходите завтра… — Мария Семёновна, домработница (озвучивает Екатерина Савинова)
2. 1978 — Женитьба Белугина — Настасья Петровна
3. 1987 — Улица Шолом-Алейхема, дом 40 — Площанская

### Озвучивание
1. 1968 — Журавушка — доярка (роль Валентины Телегиной)